# Konservatorium Rostock
Das Konservatorium Rostock ist die Musikschule der Hanse- und Universitätsstadt Rostock. Bis zum März 2018 trug es den Namen Konservatorium Rudolf Wagner-Régeny, Musikschule der Hansestadt Rostock.

## Geschichte

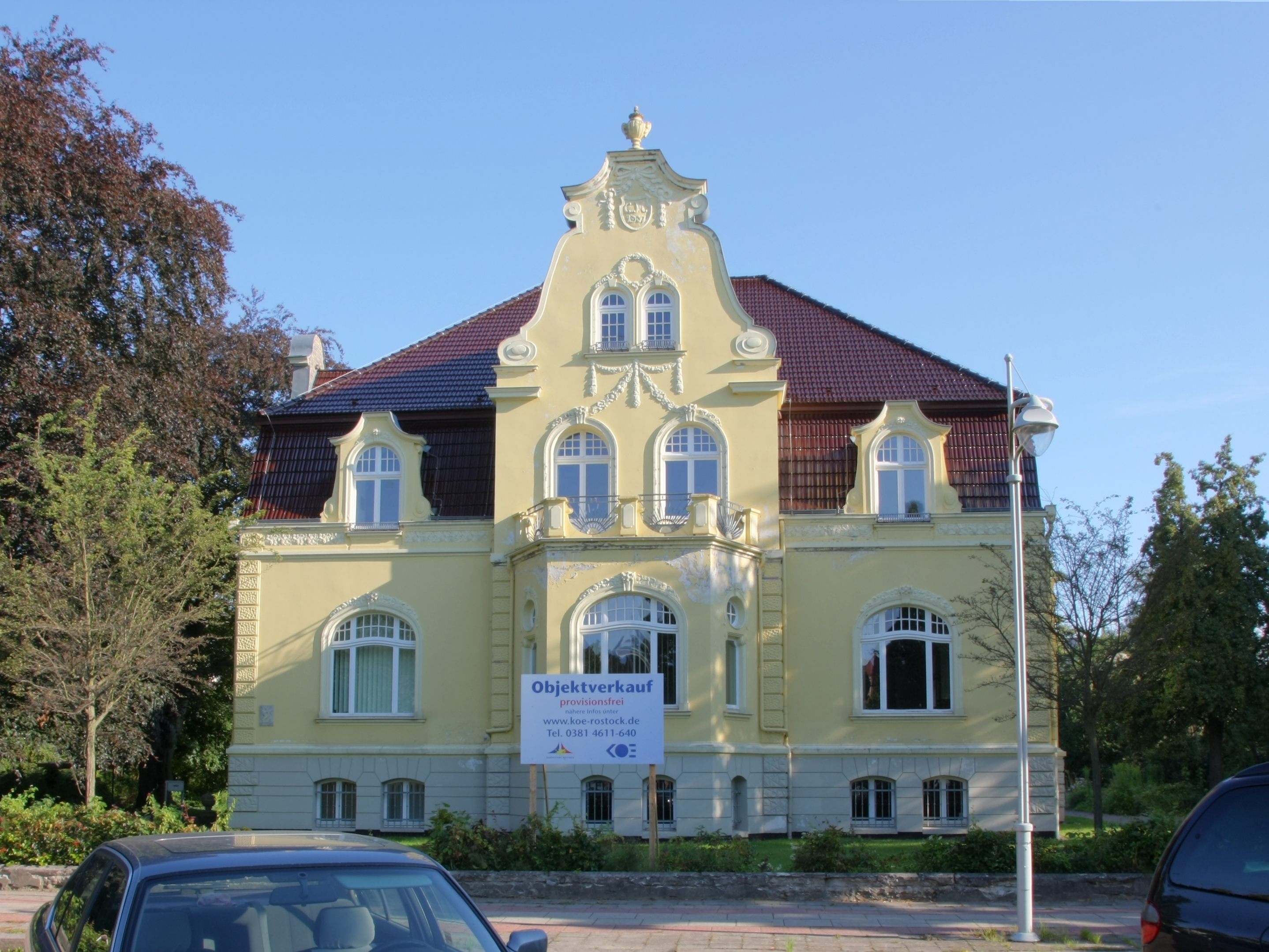
Villa am Schillerplatz, Sitz des Konservatoriums von 1941 bis 2011

Neben privaten Musikschulen, die teilweise als „Konservatorium“ bezeichnet wurden, gab es in Rostock zwei städtische Einrichtungen zur Musikausbildung: das 1924 gegründete Städtische Musikseminar sowie die 1938 gegründete Städtische Musikschule für Jugend und Volk. Am 20. Januar 1941 wurde das Konservatorium der Seestadt Rostock in einer Villa am Schillerplatz 2 in der Steintor-Vorstadt nahe dem Hauptbahnhof eröffnet. Erster Leiter wurde Dr. Erich Reipschläger. Die Lehrer der Jugendmusikschule wurden übernommen. Hatte das Konservatorium zu Beginn 163 Schüler, so stieg ihre Zahl bis Januar 1942 bereits auf 413. Ab September 1944 musste das Konservatorium seine Arbeit kriegsbedingt einstellen.
1994 wurde auf Initiative der damaligen Direktorin des Konservatoriums, Frau Renate Oehme, der Förderverein für das Rostocker Konservatorium e.V. gegründet.

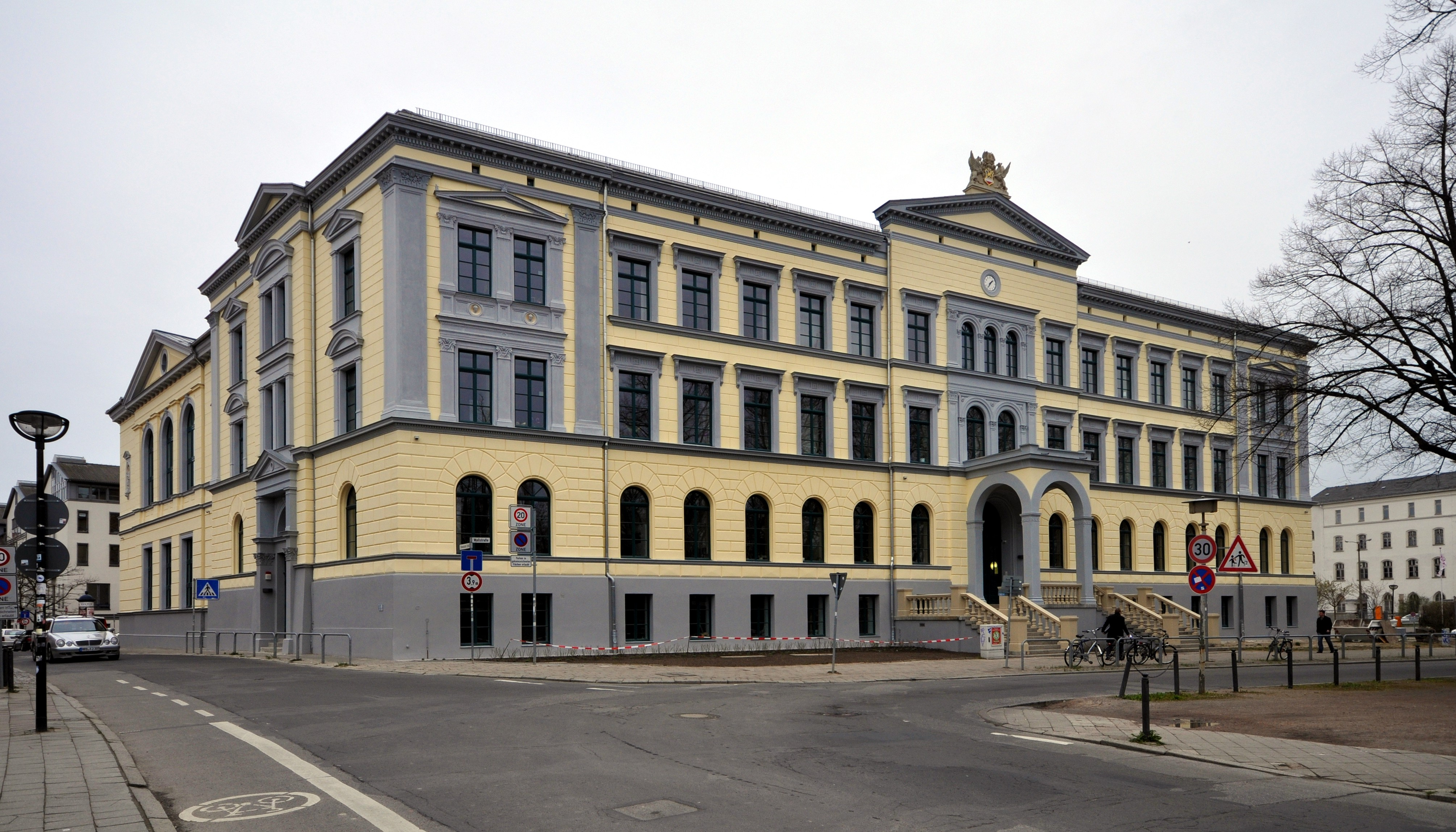
Seit 2011 befindet sich das Konservatorium im „Haus der Musik“ in der Wallstraße

Seit 2011 befindet sich das Rostocker Konservatorium im Gebäude der ehemaligen Großen Stadtschule in der Wallstraße 1 in der Rostocker Innenstadt. Es teilt sich das 1864–1867 gebaute, für die neuen Zwecke aufwendig renovierte und umgebaute Haus mit der Musikschule Carl Orff. Seit dem Einzug beider Musikschulen heißt das Gebäude „Haus der Musik“.

## Unterrichtsangebote
Das Rostocker Konservatorium bietet neben dem Instrumentalunterricht an allen gängigen Instrumenten auchElementarunterricht (Zwergenmusik/Eltern-Kind-Kurs), Elementare Musikpädagogik/Musikalische Früherziehung, Instrumentenkunde und das „Instrumentenkarussell“ an. Außerdem gibt es zahlreichen Ensembles.

## Struktur, Organisation und Kooperationen
Leiter des Konservatoriums ist seit dem 1. Oktober 2022 Johannes Lang.
Kooperationen bestehen mit einigen städtischen und privaten Rostocker Schulen: dem Musikgymnasium Käthe Kollwitz, der Don-Bosco-Schule, der Jenaplanschule, der Michaelschule sowie den Grundschulen Lütt-Matten, An den Weiden und Am Mühlenteich.
Das Konservatorium ist Mitglied im Verband deutscher Musikschulen.

## Personen

### Lehrer am Konservatorium (Auswahl)
- Rudolf Wagner-Régeny (1903–1969), Komponist und Hochschullehrer

### Ehemalige Schüler (Auswahl)
- Gun-Brit Barkmin (* 1971), Opernsängerin und Konzertsolistin (Sopran)
- Eberhard Blum (1940–2013), Flötist und bildender Künstler
- Daniel Dorsch (* 1968), Tongestalter und Bühnenmusiker
- Frank Hill (* 1957), Komponist und Gitarrist
- Herbert Junck (1949–2005), Schlagzeuger der Rockband Silly
- Christiane Klonz (* 1969), Pianistin und Komponistin
- Hanne-Lore Kuhse (1925–1999), Opernsängerin (Sopran)
- Klaus Lass (* 1950), Mitglied des Duos De Plattfööt
- Simone Lichtenstein (* 1981), Opernsängerin (Sopran)
- Wolfgang Rieck (* 1953), Liedermacher
- Arno Schmidt (* 1955), Liedermacher
- Henning Schmiedt (* 1965), Pianist, Komponist, Arrangeur und Produzent
- Hansjürgen Stautmeister (1934–2006), Gärtner und Musikerzieher